# 小行星5269
小行星5269（英語：5269 Paustovskij）是一颗围绕太阳公转的小行星。1978年9月28日，尼古拉·切爾尼赫在克里米亚发现了此天体。
这颗小行星的绝对星等为240.145413266517等。